# 王徳榜
王 徳榜（おう とくぼう、Wang Debang、1837年 - 1893年）は、清末の軍人。字は朗青。
湖南省永州府江華県出身。1852年、太平天国軍が湖南省に進攻すると、兄の王吉昌とともに団練を組織して戦った。1855年から江西省・浙江省・安徽省を転戦し、1860年より湘軍の左宗棠の部に属した。その後、江西省・福建省・広東省方面で李世賢・汪海洋軍と戦って功績をあげ、1865年には福建按察使ついで福建布政使に昇進した。
1871年、左宗棠に従って陝西省・甘粛省の回民蜂起の鎮圧にあたった。1880年、新疆と張家口に駐屯した。翌年に北京に入り、火器の教練や水利事業にあたった。
1884年、清仏戦争が勃発すると広西省で兵を集めてベトナムのランソンに駐屯し、翌年には鎮南関の戦いで馮子材とともにフランス軍に大勝した。
1889年、貴州布政使に任命され、在職中に死去した。